# Shinobu Nakayama
Shinobu Nakayama (中山 忍 Nakayama Shinobu?)  es una actriz y una excantante de J-pop. Nació en Tokio, Japón, y lanzó su primer sencillo el 2 de noviembre de 1988. Su lanzamiento final como artista de J-pop fue el 1 de marzo de 1991. Ella era miembro de los grupos de idols de corta duración Nanatsuboshi y Rakutenshi. Es la hermana menor de la actriz Miho Nakayama. 

## Carrera
Conocida por su papel de Mayumi Nagamine en Gamera: Daikaijū Kūchū Kessen (1995) y Gamera 3: Jyashin Iris Kakusei (1999), Shinobu, como su hermana mayor, Miho, comenzó su carrera como música. Sin embargo, nunca alcanzó la misma popularidad que su hermana mayor como artista solista, pero tuvo éxito cuando se unió a un grupo de música llamado Rakutenshi. A principios de la década de 1990, Shinobu comenzó una carrera en la actuación, nuevamente siguiendo los pasos de su hermana mayor. Su carrera finalmente comenzó después de obtener un papel en la película de Jet Li Fist of Legend, una nueva versión de la película de Bruce Lee Fist of Fury. Poco después obtuvo el papel de Mayumi Nagamine en Gamera: Daikaijū Kūchū Kessen (1995), que la llevó a interpretar al mismo personaje cuatro años después en Gamera: Daikaijū Kūchū Kessen (1999).